# Hermanas de la Cruz de Estrasburgo
La Congregación de Hermanas de la Cruz (oficialmente en francés: Congrégation des Sœurs de la Croix) es una congregación religiosa católica femenina de vida apostólica y de derecho pontificio, fundada por la religiosa francesa Adèle de Glaubitz, en Estrasburgo (Francia), en 1848. A las religiosas de este instituto se les conoce como Hermanas de la Cruz de Estrasburgo'.

## Historia
Adèle de Glaubitz tocada por la miseria que la rodeaba, en su ciudad natal, Estrasburgo (Francia), concibió el proyecto de una obra destinada a educar a las jóvenes indigentes la Œuvre des Jeunes Servantes catholiques (1835). Para la atención del instituto fundó la Congregación de las Hermanas de la Cruz el 2 de febrero de 1848. En la obra fue ayudada por dos de sus hermanas que formaron parte de la congregación.
El instituto fue aprobado por el obispo de Estrasburgo como congregación religiosa de derecho diocesano. El 6 de mayo de 1932, el papa Pío XI la elevó a congregación religiosa de derecho pontificio.

## Organización
La Congregación de Hermanas de la Cruz es un instituto religioso internacional y centralizado, de derecho pontificio, cuyo gobierno es ejercido por una superiora general. La sede central de la congregación está en Estrasburgo (Francia).
En 2015, el instituto contaba con unas 134 religiosas y 22 comunidades, presentes en Alemania, Camerún y Francia. Las hermanas de la Cruz de Estrasburgo se dedican a diversas obras de caridad, a la instrucción cristiana y educación de la juventud, a las actividades sanitarias y a los centros de acogida de todas las edades.